# Molophilus (Molophilus) arcanus
Molophilus (Molophilus) arcanus is een tweevleugelige uit de familie steltmuggen (Limoniidae). De soort komt voor in het Australaziatisch gebied.